# جون نيكلسون (سياسي أمريكي)
جون نيكلسون (بالإنجليزية: John Nicholson)‏ هو محامي وسياسي أمريكي، ولد في 1765، وتوفي في 20 يناير 1820. انتخب عضو مجلس النواب الأمريكي.